# بوته‌شور راهبند
بوته‌شور راهبند (نام علمی: Enchylaena tomentosa) نام یک گونه از سرده بوته‌شور است.